# Batman: L'uomo che ride
Batman: L'uomo che ride (Batman: The Man Who Laughs) è una storia a fumetti pubblicata da DC Comics nel febbraio 2005.
Ed Brubaker (testi), Doug Mahnke (disegni) e David Baron (colori) realizzarono l'ideale seguito di Batman: Anno uno e Batman: The Killing Joke, in cui vengono narrate le origini del personaggio del Joker.

## Trama
Gotham City. La polizia, guidata dal capitano James Gordon, sta investigando in un capannone pieno di cadaveri, tutti caratterizzati da una strana carnagione pallida ed un'anomala contrazione muscolare del viso, che forma quasi un ghigno. Batman sospetta di una strana arma, e le vittime potevano essere una sorta di cavie, e sarà solo l'inizio.
Durante un servizio televisivo telegiornalistico sugli ultimi lavori di ristrutturazione dell'Arkham Asylum, un personaggio vestito in viola, sorridente, dalla pelle bianca, i capelli verdi e le labbra scarlatte, dopo aver ucciso cameraman e reporter con un'arma chimica, minaccia di morte un ricco industriale chimico, Henry Claridge, che morirà entrò la mezzanotte di quella sera. In una cella di Arkham inoltre, il folle lascia la scritta:
Claridge, sorvegliato nella sua villa sia dalla polizia che da Batman, allo scoccare della mezzanotte muore comunque, avvelenato da un gas a rilascio lento che gli muta il colore della pelle e gli lascia uno strano ghigno sul volto. Quella stessa sera il Joker, così soprannominato dai mass media, libera alcuni reclusi psicotici per le strade della città, seminando un caos che il Cavaliere Oscuro cerca di neutralizzare.
La vittima successiva, annunciata e poi uccisa, è un altro industriale chimico, Jay W. Wilde, e Batman sospetta un legame tra gli omicidi. Indagando nello stesso vecchio impianto chimico dove un tempo era caduto nelle acque di scarico Cappuccio Rosso (alias Joker prima di diventare quel che è), l'Uomo Pipistrello sospetta che lui e il nuovo criminale siano la stessa persona. Quando il Joker minaccia lo stesso Bruce Wayne, che viene infettato ma si salva grazie ad un antidoto, Batman comprende il significato delle sue strofe: come il criminale è "caduto", così deve seguirlo l'intera città.
Batman si reca così nel bacino idrico di Gotham, dove impedisce al Joker di avvelenare l'acqua potabile e consegnando il criminale all'Arkham Asylum.

## Edizione italiana
In Italia la saga è stata pubblicata da Planeta DeAgostini in Batman: Arkham n. 1 (novembre 2007) e successivamente ristampata sul primo numero della collana Batman: La leggenda, nel 2008, sempre dalla Planeta DeAgostini.